# Highlanders
O Highlanders é um time profissional de rugby da Nova Zelândia franqueado ao Super Rugby fundado em 1996 e administrado pela Otago Rugby Football Union jogando atualmente no Carisbrook na cidade de Dunedin.